# 斯克尼利夫 (利維夫區)
49°48′24″N 23°57′1″E / 49.80667°N 23.95028°E
斯克尼利夫（羅馬化：Sknyliv），是烏克蘭西部的村莊，隸屬利維夫州的利維夫區。該村面積1.42平方公里，海拔高度323米，2021年人口1,535，人口密度每平方公里787.32人。